# Indépendance de l'Australie
L'indépendance de l'Australie résulte d'un long processus depuis les premières autonomies du XIXe siècle, la création du Commonwealth d'Australie en 1901 et jusqu'en 1986 avec les Australia Acts au terme desquels l'Australie n'a plus de liens juridiques avec le Royaume-Uni.

## Historique
Durant le XIXe siècle, certaines colonies australiennes (Nouvelle-Galles du Sud, Victoria, Australie-Méridionale et Tasmanie) ont acquis une autonomie législative à partir de 1850. La colonie d'Australie-Occidentale est la dernière à acquérir ce statut en 1890. Ainsi, à la fin du XIXe siècle, les différentes colonies britanniques peuvent exercer une politique intérieure libre, à tel point qu'elles sont parfois désignées comme « colonies indépendantes ». Elles doivent toutefois envoyer leurs lois locales en Grande-Bretagne pour approbation ou non de la reine.
Ces colonies se regroupent le 1er janvier 1901, pour former la fédération connue sous le nom de Commonwealth d'Australie.
Toutefois, le pays ne possédait pas une pleine souveraineté en matière de politique étrangère, le Royaume-Uni pouvait encore s'y interférer et également s'opposer aux lois votées par les colonies australiennes. Cette possibilité de s'opposer aux lois coloniales ne sera abrogées officiellement qu'en 1986.
En 1910, le pays a eu sa propre devise et durant la même décennie, il commença à avoir ses propres ambassadeurs pour le Royaume-Uni et les États-Unis. Dans les années 1920, il a eu sa propre politique étrangère et notamment depuis 1923 avec l'autorisation d'établir des accords bilatéraux à condition que cela n'entre pas en conflits avec les accords de la Grande-Bretagne. Ainsi, lors de la Première Guerre mondiale, le pays fut automatiquement impliqué lors de la déclaration de guerre du Royaume-Uni, alors que pour la Seconde Guerre mondiale, après que le pays ait lui-même signé le traité de Versailles, cofondé la Société des Nations et que la déclaration Balfour de 1926 ait été proclamée, il a été décidé librement de participer aux côtés des alliés. L'indépendance d'un pays peut relever de différents critères, et pour le cas de l'Australie, l'établissement de la fédération australienne au 1er janvier 1901 est parfois considéré comme la date de l'indépendance du pays par rapport au Royaume-Uni.
En 1931, contrairement au Canada et la Nouvelle-Zélande, l'Australie refuse de signer le Statut de Westminster de 1931 assurant la souveraineté des dominions et interdisant au Royaume-Uni de légiférer sur les colonies et les dominions,. Par ce refus, elle impliquait que le Royaume-Uni devait toujours assumer de défendre son ex-colonie. L'Australie ne signe ce statut que durant la seconde guerre mondiale en 1942,. En 1948, l'Australie institue la citoyenneté australienne,. En 1953, l'Australie place le titre de roi ou de reine d'Australie de manière distincte de celui de roi ou reine du Royaume-Uni.
En théorie, le gouvernement britannique pouvait toujours promulguer une loi concernant l'Australie, ceci jusqu'à l'Australia Act en 1986,,.

## Absence de Jour de l'indépendance
Ayant acquis son indépendance et sa souveraineté par étapes, l'Australie n'a pas de jour précis à célébrer.